# Ernst Lewinger (Schauspieler)
Ernst Lewinger (* 28. Dezember 1851 in Wien; † 26. April 1937 in Dresden) war ein österreichischer Theaterschauspieler und Theaterregisseur.

## Leben
Lewinger entstammt einer jüdischen Familie, die in der ersten Hälfte des 19. Jahrhunderts aus Ungarn nach Wien übersiedelte. Die Eltern waren Jacob Lewinger und Fanny Benzion aus Groß-Kanizsa im Komitat Zala. Lewinger hatte zwei Brüder, den Rechtsanwalt Carl Lewinger, den Bankier Leopold Lewinger und eine Schwester, Rosa, verheiratete Zingler. Ein Studium am k.k. Polytechnischen Institut Wien brach Lewinger ab, um Schauspieler zu werden. Nach einigen Auftritten in der Kierschnerschen Theaterakademie in Wien hatte er mit Don Carlos am Hoftheater in Gera am 6. Oktober 1872 seine erste große Rolle. Daraufhin erhielt er dort 1873 ein Engagement als jugendlicher Held und Liebhaber, wurde aber auch in komischen Rollen besetzt. Noch im selben Jahr wechselte an das Münchener Hoftheater, dessen Oberregisseur Ernst von Possart in Gera auf ihn aufmerksam geworden war. In München gab Lewinger die schüchternen Liebhaber und Naturburschen. Von 1875 bis 1881 wurde er in Aachen, Danzig, Bremen, Düsseldorf, Posen und Nürnberg verpflichtet. Allein die ersehnte Wirkungsmöglichkeit am Wiener Burgtheater war ihm nicht beschieden. Dafür begann am Stadttheater in Köln seine Laufbahn als Regisseur. Der Direktor Julius Hofmann erkannte seine Begabung. 1882 wurde Lewinger Schauspielregisseur und 1884 Oberregisseur. Seither widmete er sich ausschließlich der Regiearbeit und erteilte Schauspielunterricht am Konservatorium. Aufgrund des Rufes, den er sich in Köln erarbeitet hatte, wurde er 1897 als Regisseur an das Königlich Sächsische Hoftheater nach Dresden berufen. Während der Ära des Intendanten Nikolaus von Seebach prägte Ernst Lewingers naturalistischer Regiestil im Bereich des Schauspiels den überregionalen Ruhm des Dresdner Theaterlebens, für dessen musiktheatralische Ausstrahlung die Zusammenarbeit von Richard Strauss und seinem Uraufführungsdirigenten Ernst Edler von Schuch ausschlaggebend war. 1900 wurde er Oberregisseur und war zuletzt Oberspielleiter. Kurz vor der Abdankung verlieh ihm der sächsische König den Professorentitel. 1906 wurde er mit dem Verdienstorden vom Hl. Michael und dem Verdienstkreuz ausgezeichnet. Ernst Lewinger war im künstlerischen Beirat der am 23. Februar 1919 im Staatstheater zu Dresden eröffneten Sächsischen Landesbühne. Ein Briefwechsel mit seiner Wiener Freundin Katharina Schratt ist bei den Bombenangriffen auf Dresden verbrannt. Ernst Lewingers Grab befindet sich auf dem Trinitatisfriedhof in Dresden. Seine Witwe Auguste Pauline Gertrud Lewinger, geborene Schneider, lebte bis zu ihrem Tod im Jahr 1940 in der Kongregation der Nazarethschwestern vom hl. Franziskus in Goppeln bei Dresden. Der namensgleiche Grafiker Ernst Lewinger ist ein Enkel Lewingers.

## Künstlerisches Wirken als Regisseur
"Ein sehr seriöser Mann war der Regisseur Ernst Lewinger, der 1881 nach Köln kam und 16 Jahre lang blieb. Er hatte seine liebe Mühe mit der Balance zwischen Kunst und Kasse im verpachteten, also auf Gewinn angewiesenen Stadttheater. Den Werken der Klassiker und Gegenwartsautoren wollte er dienen, und Schlüssel dazu war ihm die intensive Arbeit mit Schauspielern, Auseinandersetzungen eingeschlossen. Zitat aus seinem begütigenden Ordnungsruf von 1890 ans Ensemble: „Ich habe es für mich in Anspruch genommen, dass mir eine Aufwallung im Eifer der Arbeit nicht nachgetragen wird, ebenso wie ich niemals einer selbigen Erwiderung weitere Erinnerung bewahrte.“" Rainer Hartmann, Aufbruch in der Schmierstraße, in Kölner Stadtanzeiger vom 30. November 2007. Als er Köln verließ hat er 100 Regiebücher mit handschriftlichen Eintragungen dem Kölner Theater übergeben. Dieser Bestand wird heute in der Theaterwissenschaftliche Sammlung Universität zu Köln aufbewahrt.
In Dresden hatte Lewinger 230 Stücke inszeniert als er mit der Umbildung des Hoftheaters zum Sächsischen Landestheater 1918 in den Ruhestand ging, darunter viele Erst- und Uraufführungen. Neben den zeitgenössischen Theater des deutschen und skandinavischen Naturalismus (Hauptmann, Strindberg, Ibsen, Harlan u. a.) galt sein Augenmerk vor allem den Werken William Shakespeares, Heinrich von Kleists sowie Schillers und Goethes, die er zum Teil auch für die Bühne bearbeitete. Einen Dresdner Theaterskandal verursachte seine naturalistische Deutung des expressionistischen Kriegs-Dramas "Die Seeschlacht" von Reinhard Göring. Durch einen Marinefachmann beraten, lässt Lewinger die Meuterei im Panzerturm eines großen Kreuzers nachstellen, mit Geschützfeuer und Handgemenge. Nach einer nicht-öffentlichen Vorstellung vor der literarischen Gesellschaft am 10. Februar 1918 wurden weitere Vorstellungen vom königlichen Ministerium untersagt. Einen Monat später wird das Stück von Max Reinhardt am Deutschen Theater in Berlin zum Erfolg geführt.
Laut Österreichisch Biografischem Lexikon „war L. ein feinfühliger Regisseur, dessen Inszenierungen immer vom Wort des Dichters ausgingen und sich stets durch ein zielbewußtes Ensemblespiel auszeichneten.“
"Der "beste Regisseur" ist für Ernst Lewinger der, "den man am wenigsten merkt". Sein Ziel ist es, die "Absicht der Dichtung" auf die Bühne zu bringen und die Aufmerksamkeit der Zuschauer auf das Stück und die Schauspieler zu lenen und sie nicht durch verschwenderische Ausstattung und aufwändige Kostüme abzulenken. Der gebildete Regisseur muss zudem über ein ausgeprägtes Feingefühl bei der Erstellung des Spielplans verfügen."

## Schriften
- Shakespeares Königsdramen für die Bühne bearbeitet und herausgegeben von Ernst Lewinger und Rolf Roenneke, zehn Bände, mit  Bühnenplänen, L. Ehlermann, Leipzig Dresden Berlin, ohne Jahr
- Ernst Lewinger, Die Ahnengalerie im Staatlichen Schauspielhaus zu Dresden. C. Heinrich, Dresden, 1933